# LUIKU

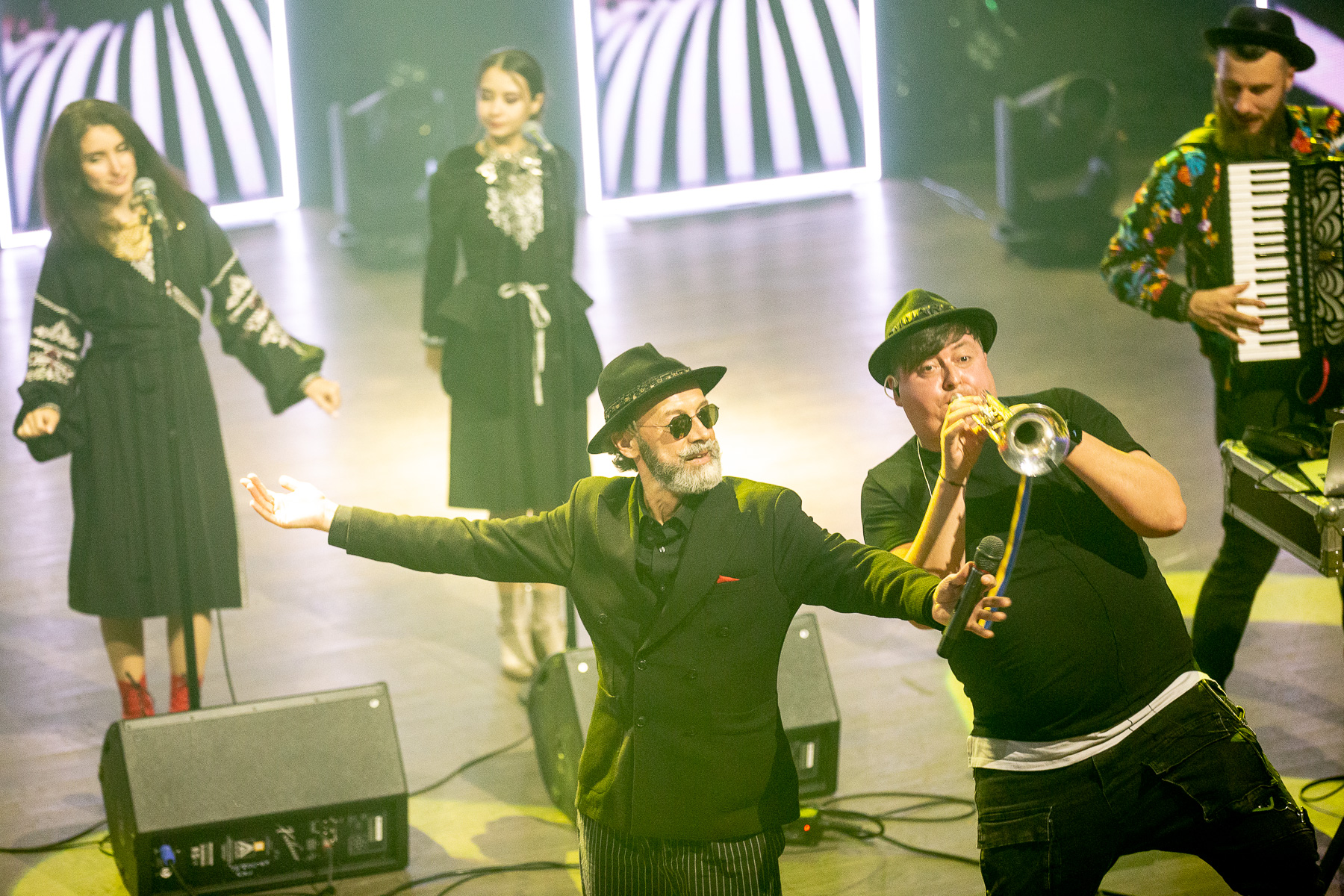

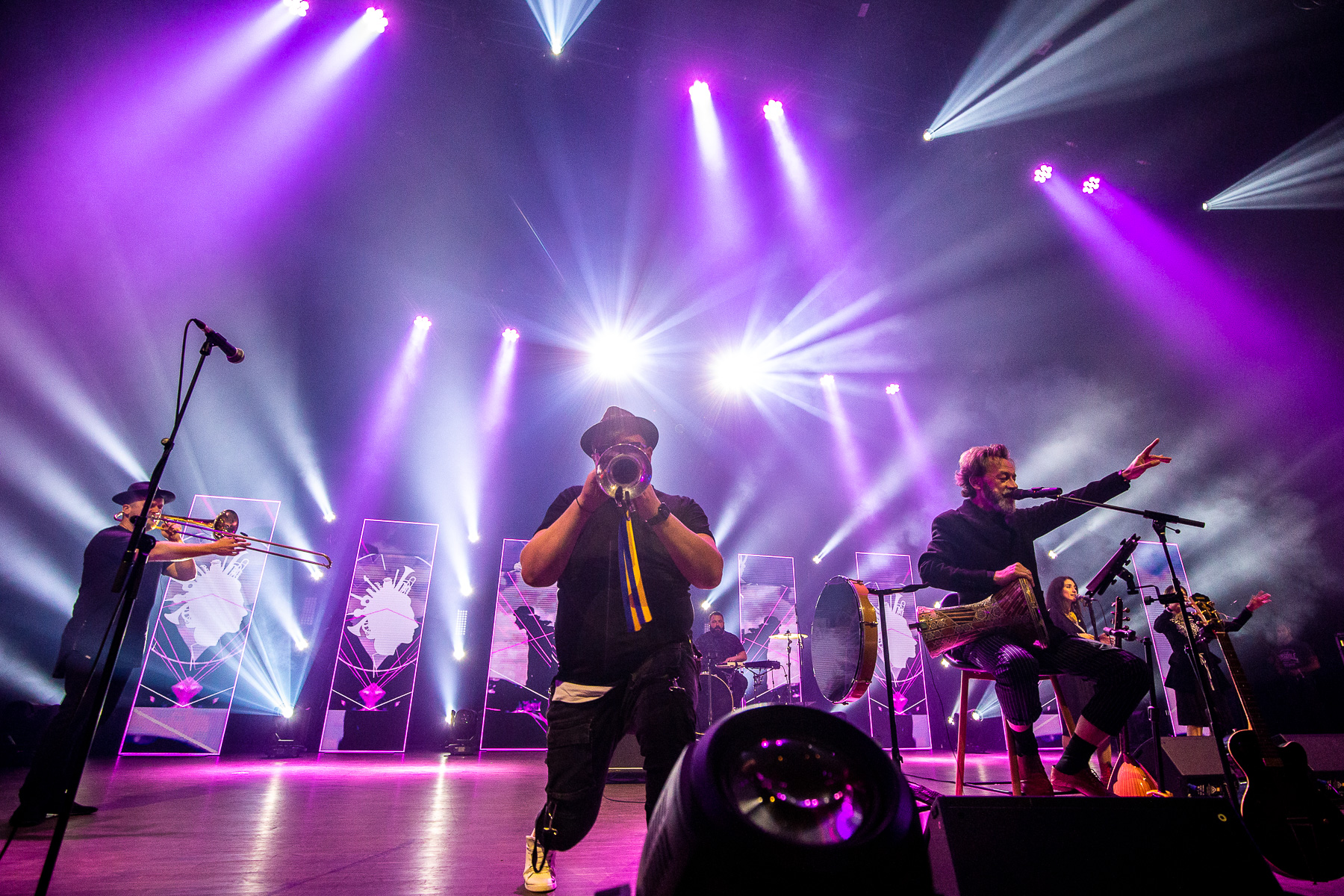

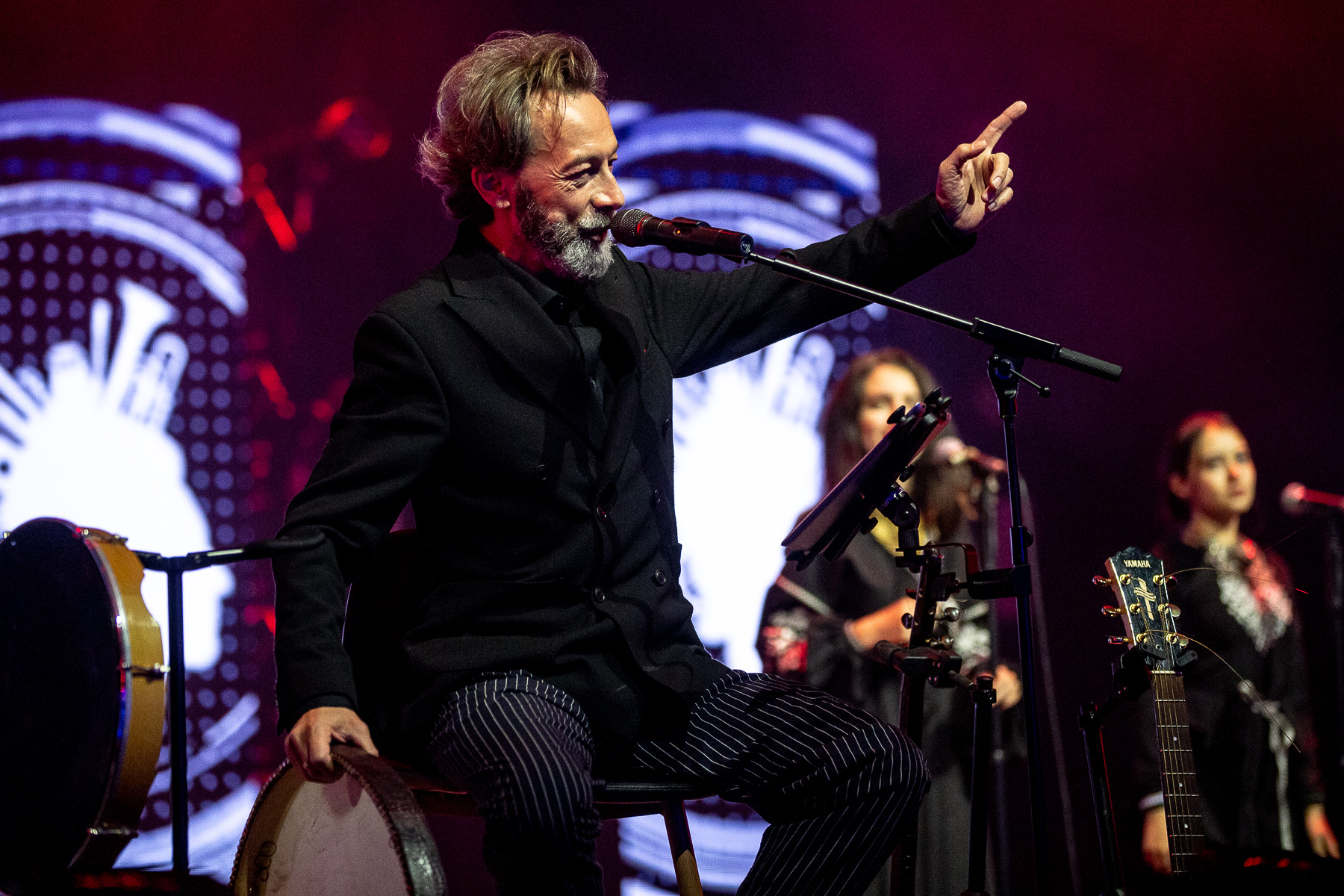
Дмитро Ципердюк

LUIKU — сольний музичний проєкт Дмитра Ципердюка — лідера проєкту «Dazzle Dreams». Створений у 2013 році. Стиль проєкту — запальний цигансько-український денс, багатьом він також нагадує творчість Горана Бреговича. У LUIKU вплітається українська музика, турецька, польська, румунська, угорська — така своєрідна «транскарпатія».

## Історія
Проєкт з'явився у 2013 році.
Luiku спочатку планувався як саундтрек до одного фільму, і навіть не мав власної назви. Але згодом назва з'явилася. Є такий персонаж із фільму «Табор уходит в небо». — циган Лойко Зобар. І Luiku (Луйку) — це щось середнє між іменем Лойко і західноукраїнським словом «вуйку» (котре значить «дядьку», «чоловіче»). І з цих двох речей і виникла назва Luiku.
Аранжуваннями у проєкті займається Дмитро Ципердюк, Дмитро Решетник  DimkaJr. (акордеоніст гурту), Ґреґ із Dazzle Dreams.
На сцені Дмитро виступає разом з акордеоністом та діджеєм (який також грає на перкусії).

## Склад гурту
- Аліна Савчук (вокал)[1]
- Віта Костина (вокал)[2]
- Дмитро Решетник (акордеон, dj-ing, бек-вокал)
- Дмитро Хорошун (електронні перкусії, бас-барабан)
- Дмитро Ципердюк (вокал, гітара, саз, камбус, дарбука, бен)
- Макс Бойко (тромбон)
- Роман Дубонос (труба)

## Дискографія
Першим синглом вибрали пісню «Ой, Єзус Марія».
Сама фраза «Ой, Єзус Марія» за словами Дмитра — це такий викрик, коли щось відбувається. Майже як: «шляк би тебе трафив». Тобто, це не є молитва. Пісня виникла на базі однієї історії у селі Осмолода, де дуже багато лісорубів. У них там бізнес. Їх запрошували на якісь періодичні вирубки лісу. Вони заробляли гроші, а потім у чайній їх пропивали і у результаті поверталися додому ні з чим. І я якось чув у чайній в Осмолоді, гуцул каже: «Навіщо той ліс рубали, хай би ріс і так попропивали всі бабки». Ось так з'явився сюжет пісні.
Перший альбом проєкту «Єгер Майстер» потрапив до десятки найкращих українських альбомів 2015 року.

### Альбоми
- 2015 — Єгер Майстер

### Сингли
- 2017 — Бай, бай, Соломія!
- 2018 — Фірман
- 2020 — KOLOMYIKA DANCING
- 2020 — Marta
- 2020 — А ТОБІ ВСЕ МАЛО
- 2020 — Тиха ніч, Свята ніч
- 2022 — Słońce na betonowych ścianach / Cонце на бетонних стінах
- 2022 — Війна - курва
- 2024 — CHIKI CHICHKA

## Відеокліпи
http://www.youtube.com/watch?v=i4jWN1zh97E [Архівовано 23 жовтня 2016 у Wayback Machine.] - відеокліп на трек «Ой Єзус-Марія»